# Kerstin Engle
Kerstin Lisbeth Engle, född 24 september 1947 i Ängelholm, är en svensk politiker (socialdemokrat). Hon var ordinarie riksdagsledamot 2002–2014, invald för Skåne läns norra och östra valkrets.
I riksdagen var hon vice ordförande i riksdagens delegation till den parlamentariska församlingen för Europa-Medelhavsområdet 2010–2011 och vice ordförande i riksdagens delegation till den parlamentariska församlingen för Unionen för Medelhavet 2011–2014. Hon var ledamot i trafikutskottet 2002–2007, utrikesutskottet 2007–2010 och kulturutskottet 2010–2014. Engle var även suppleant i försvarsutskottet, socialutskottet, utrikesutskottet, OSSE-delegationen, sammansatta konstitutions- och utrikesutskottet och sammansatta utrikes- och försvarsutskottet, samt deputerad i sammansatta utrikes- och försvarsutskottet.
Hon har arbetat som försäkringskonsult.